# Dicosmoecus obscuripennis
Dicosmoecus obscuripennis är en nattsländeart som beskrevs av Banks 1938. Dicosmoecus obscuripennis ingår i släktet Dicosmoecus och familjen husmasknattsländor. Inga underarter finns listade i Catalogue of Life.